# Palats sportoe (metrostation)
Palats sportoe (Oekraïens: Палац спорту, ⓘ) is een station van de metro van Kiev. Het station maakt deel uit van de Syretsko-Petsjerska-lijn en werd geopend op 31 december 1989. Het metrostation bevindt zich in het centrum van Kiev, nabij het Sportpaleis (Palats sportoe), waaraan het zijn naam dankt. Station Palats sportoe vormt een overstapcomplex met het aangrenzende Plosjtsja Oekrajinskych Herojiv op de Obolonsko-Teremkivska-lijn.
Het station is zeer diep gelegen en beschikt over een perronhal die door arcades van de sporen wordt gescheiden. De arcades zijn bekleed met groen marmer, de wanden langs de sporen zijn met wit marmer afgewerkt. Station Palats sportoe heeft geen bovengronds toegangsgebouw, maar een ondergrondse stationshal. De ingangen bevinden zich aan de westzijde van het Sportyvna plosjtsja (Sportplein).

## Externe link

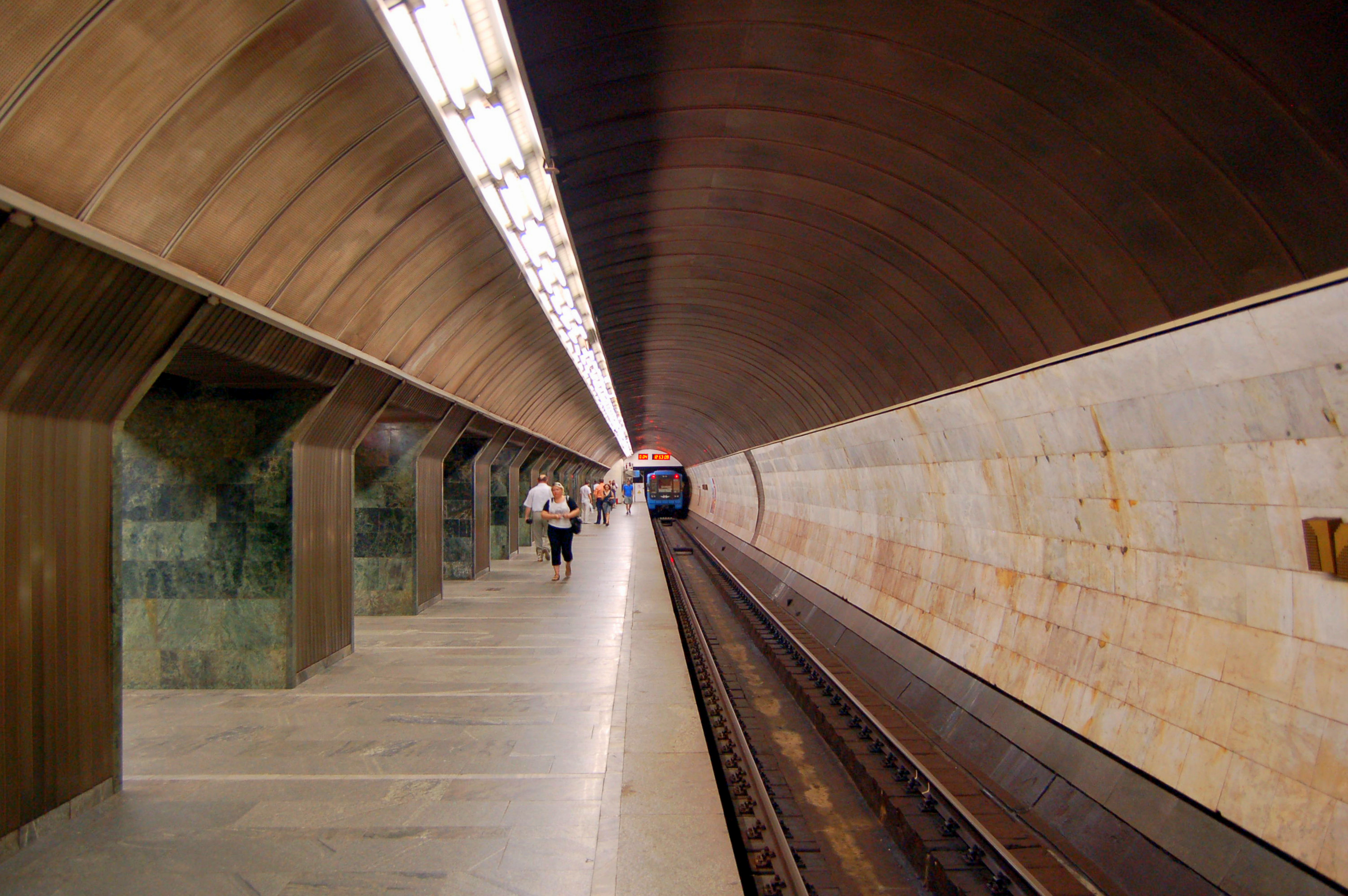
Perron
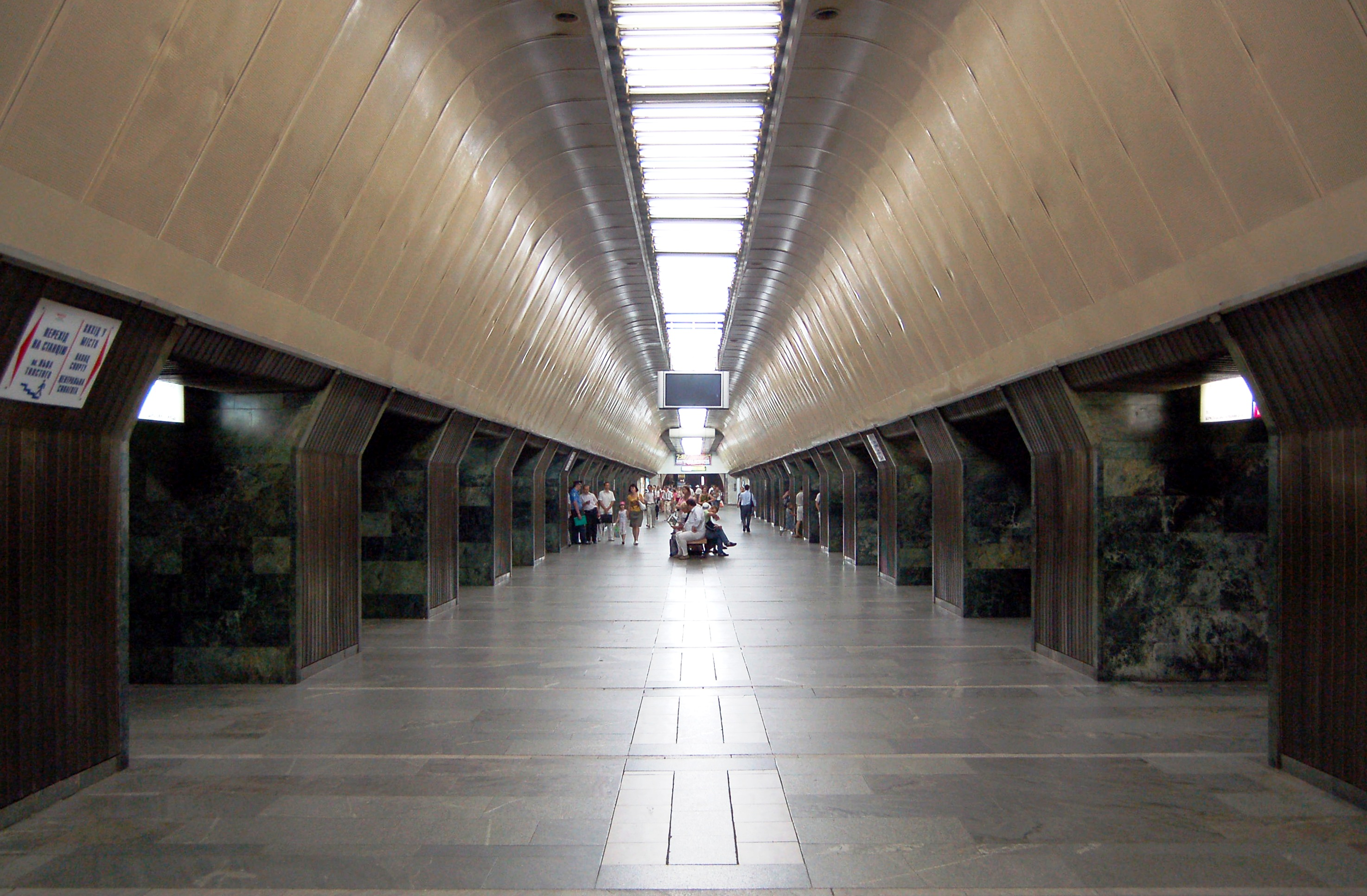
Centrale hal
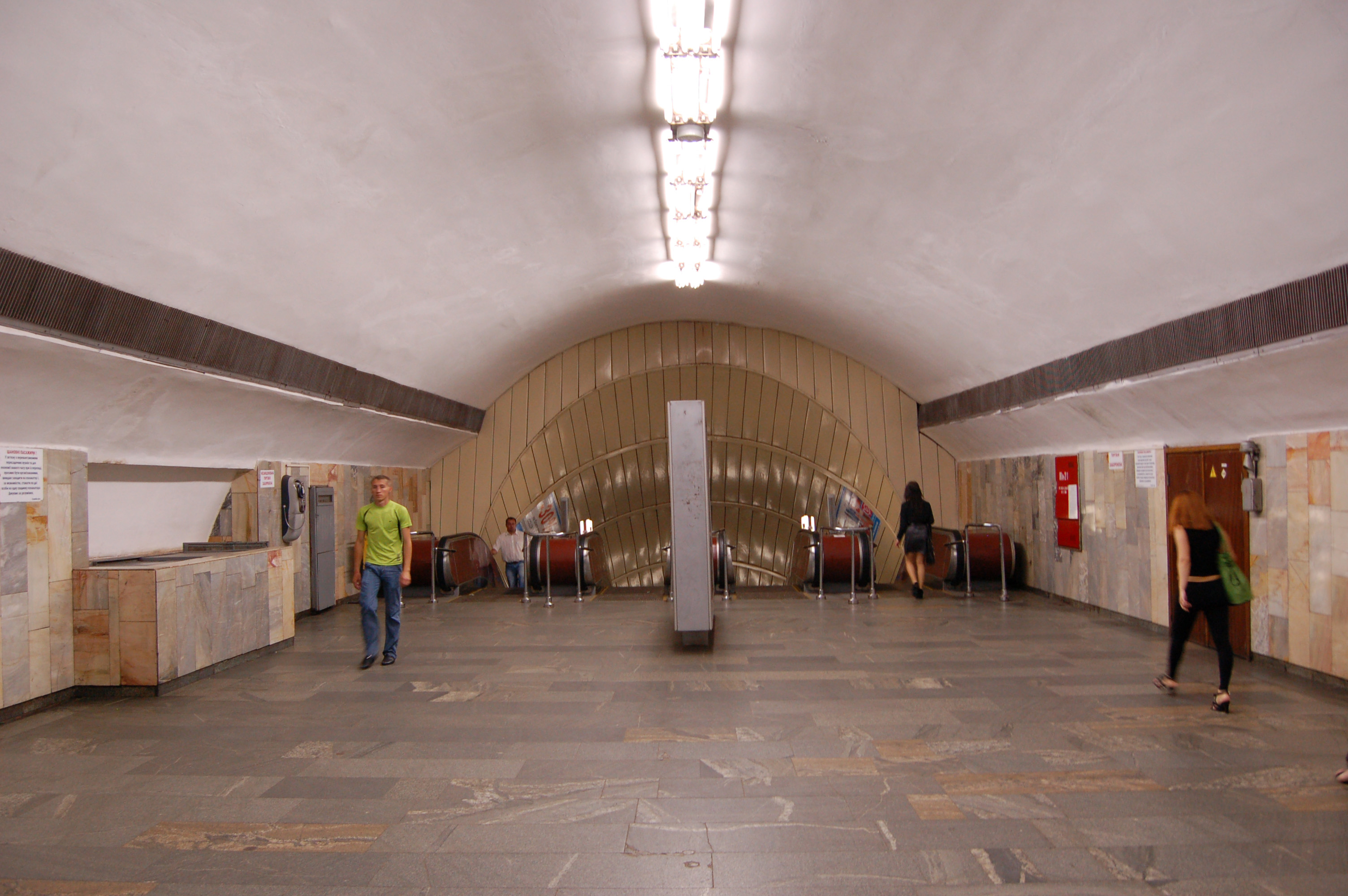
De verbindingsgang met Plosjtsja Lva Tolstoho